# Bare (Novi Pazar)
Pour les articles homonymes, voir Bare.
Bare (en serbe cyrillique : Баре) est un village de Serbie situé sur le territoire de la ville de Novi Pazar, district de Raška. Au recensement de 2011, il comptait 42 habitants.

## Démographie
| 1948 | 1953 | 1961 | 1971 | 1981 | 1991 | 2002 | 2011 |
| ---- | ---- | ---- | ---- | ---- | ---- | ---- | ---- |
| 124  | 145  | 168  | 164  | 126  | 71   | 36   | 42   |

|  |